# Marama Vahirua
Marama Vahirua (Papeete, 12 mei 1980) is een voormalig voetballer afkomstig uit Frans-Polynesië. Tevens heeft hij een Frans paspoort. Binnen de lijnen speelde Vahirua normaliter als aanvaller, alhoewel hij ook als aanvallende middenvelder goed uit de voeten kon. Marama Vahirua is het neefje van de voormalig Frans international Pascal Vahirua.

## FC Nantes Atlantique
Zijn professionele voetbalcarrière begon Marama Vahirua bij de toenmalige Franse topclub FC Nantes Atlantique. Alhoewel de club heden ten dage speelt in de Ligue 2, deed het in 1998, het eerste jaar dat Vahirua bij de A-selectie van de club zat, nog mee om de hoogst haalbare Franse prijzen. In zijn eerste seizoen voor de club speelde Marama slechts één wedstrijd voor Nantes, maar naarmate de seizoenen verstreken werd hij een steeds belangrijkere kracht voor de club. Zo was hij degene die in het seizoen 2000/2001 het winnende doelpunt maakte, waardoor FC Nantes het landskampioenschap van Frankrijk won. Hij deed dat op 12 mei 2001, op zijn 21ste verjaardag: 1-0 tegen Saint-Étienne. Daarnaast won hij twee keer met de club de Coupe de France. In 2004 besloot Vahirua Nantes te verlaten om bij een andere Franse club te spelen. In totaal speelde de Polynesiër 111 wedstrijden voor Nantes. Daarin scoorde hij 28 keer.

## OGC Nice
Op 13 juli 2004 meldde Marama Vahirua zich voor het eerst bij zijn nieuwe club. Dit was Olympique Gymnaste Club de Nice-Côte d'Azur, beter bekend als OGC Nice. Meteen zijn eerste seizoen voor de club groeide hij al uit tot een belangrijke speler. Hij speelde bijna alle wedstrijden en scoorde ook tien keer. Vahirua was zeer geliefd bij de club, maar in de zomer van 2007 kreeg hij ruzie met de coach van Nice. Dit zou uiteindelijk zijn vertrek bij de club betekenen. In tegenstelling tot met Nantes won Vahirua met Nice geen enkele prijs. In totaal speelde hij 99 wedstrijden voor de Zuid-Fransen, waarin negentienmaal het net wist te vinden.

## FC Lorient
Marama Vahirua vertrok op 8 juli 2007 bij Nice om een dag daarna zich te melden bij zijn huidige club FC Lorient. Daar kwam hij onder andere samen te spelen met de Algerijns international Rafik Saïfi en de Tunesisch international Hamed Namouchi. Ook bij Lorient is Vahirua een belangrijke kracht en vaste waarde. In 2010 trok hij naar reeksgenoot AS Nancy.

## Interlandcarrière
Vahirua is een voormalig speler van het nationale team van Frankrijk voor spelers onder 21. Die kans werd hem gegeven door de voormalige coach van het A-elftal van Frankrijk, Raymond Domenech. Nadat in 2012 de OFC Nations Cup werd gewonnen, riep Etaeta -de bondscoach van Tahiti- Vahirua in september 2012 op voor de WK-kwalificatiewedstrijd tegen de Solomon-eilanden, alsook voor de Confederations Cup 2013 in Brazilië. Zijn eerste wedstrijd voor Tahiti speelde Vahirua in Belo Horizonte op 17 juni 2013 tegen Nigeria (6-1 verlies).

## Erelijst
- Coupe de France: 1999, 2000 (FC Nantes)
- Ligue 1: 2001 (FC Nantes)